# Moacyr Claudino Pinto
Moacyr Claudino Pinto bedre kendt som Moacyr eller Moacir (født 18. maj 1936 i São Paulo, Brasilien) er en tidligere brasiliansk fodboldspiller, der med Brasiliens landshold vandt guld ved VM i 1958 i Sverige. Han var dog ikke på banen i turneringen.
Moacyr spillede på klubplan blandt andet for Flamengo i hjemlandet, River Plate i Argentina samt Peñarol i Uruguay.